# 1617 en littérature
| Années de la littérature : 1614 - 1615 - 1616 - 1617 - 1618 - 1619 - 1620    |
| Décennies de la littérature : 1580 - 1590 - 1600 - 1610 - 1620 - 1630 - 1640 |

Cet article présente les faits marquants de l'année 1617 en littérature.

## Évènements
- 7 mai : mort du président de Thou ; les frères Pierre et Jacques Dupuy sont chargés d’administrer sa bibliothèque léguée à ses enfants mineurs. Les deux frères fondent et animent une académie très célèbre en son temps (le « cabinet Dupuy »), rue des Poitevins à Paris, puis à partir de 1645 à la Bibliothèque royale rue de la Harpe, jusqu'à la mort de Pierre le 14 décembre 1651 puis celle de Jacques le 17 novembre 1656[1]. En 1939, René Pintard centre son étude sur le « libertinage érudit » autour du cabinet des frères Dupuy[2].

- 24 août : fondation à Hornburg, dans le duché de Saxe-Weimar, sur la proposition de Gaspard de Teutleben (de) de la Société des fructifiants ou l’Ordre du Palmier, die Fruchtbringende Gesellschaft ou der Palmenorden en allemand, la plus célèbre des sociétés philologiques et littéraires du Saint-Empire au XVIIe siècle, sur le modèle de l'Accademia della Crusca[3].

- Marc-Antoine Girard de Saint-Amant, à la suite du duc de Retz à Belle-Île-en-Mer, compose son premier poème, La solitude[4].

## Parutions
- Aristarchus sive de contemptu linguae Teutonicae (« Aristarque ou Du mépris de la langue allemande ») du poète allemand Martin Opitz (1597-1639), livre publié en latin à Beuthen chez Johann Dörffer, par lequel il montre que l'allemand a toutes les qualités d'une langue littéraire[5].

- Les Aventures du baron de Faeneste, roman d'Agrippa d'Aubigné publié à Maillé[6].

- Miguel de Cervantes Saavedra (1547-1616, espagnol) : 
  - Primera y segunda parte del ingenioso don Quixote, éd. Seb. Matheoad, Barcelone. Réunion des deux parties du Don Quichotte en une édition rare[7].
  - Los trabajos de Persiles y Sigismunda, historia septentrional (« Les Travaux de Persille et Sigismonde »)[8].

- Atalanta Fugiens (« Atalante Fugitive »), livre d'emblèmes de l'alchimiste Michael Maier, publié par Jean Théodore de Bry à Oppenheim[9].